# Scheat
Scheat (aus arabisch ساق, DMG sāq ‚Bein‘, Bayer-Bezeichnung: Beta Pegasi, abgekürzt β Peg) ist ein Veränderlicher Stern vom CO-Cygni-Typ im Sternbild Pegasus.
Scheat markiert das nordöstlichste Eck des Pegasusquadrats. Seine Helligkeit schwankt zwischen +2,31 und +2,74 mag mit einer Periode von etwa 43 Tagen. Scheat ist ein Roter Riese der Spektralklasse M2. Er ist etwa 200 Lichtjahre von der Erde entfernt. Andere Namen sind Menkib und Seat Alpheras.